# تن آي
تِن آي (بالإنجليزية: TinEye)‏ هو محرك البحث للصور وهي خدمة أنشأتها شركة (بالإنجليزية: Idée, Inc)‏ مقرها في تورونتو كندا. حيث يقوم المستخدم بإرسال الصورة الي الموقع لكي يقوم محرك بالبحث عن مصدرها.
الصورة أو صور مشابهة لها ربما تكون أكبر أو أصغر أو تم أقتصاصهاً أو تتضمن تلك الصورة أو تم إجراء تعديلات عليها ثم يعرض لك تلك النتائج والأماكن التي ظهرت فيها تلك الصور
M333 15:49، 27 يونيو 2010 (ت ع م)

## البحث العكسي عن الصور
فكرة هذا الموقع تختلف عن أغلب محركات البحث عن الصور، حيث لا يتم البحث باستخدام كلمات دليلية، كما في المواقع التي تبحث في الصفحات التي تحتوي تلك الكلمات على صور ثم يعرضها. بينما ما يحدث هو أن يرفع المستخدم صورة أو توفر يو آر إل لتلك الصورة ثم يقوم الموقع بالبحث على الإنترنت عنها.

## وصلات خارجية
- موقع تن آي نسخة محفوظة 16 أبريل 2010 على موقع واي باك مشين.